# Piper longipilum
Piper longipilum är en pepparväxtart som beskrevs av C. Dc.. Piper longipilum ingår i släktet Piper och familjen pepparväxter. Inga underarter finns listade i Catalogue of Life.